# Nathalie...
Nathalie... är en fransk långfilm från 2003 i regi av Anne Fontaine, med Fanny Ardant, Emmanuelle Béart, Gérard Depardieu och Wladimir Yordanoff i rollerna.
2009 gjordes det en amerikansk nyinspelning på filmen under namnet Chloe.

## Rollista
| Fanny Ardant       | – Catherine                |
| Emmanuelle Béart   | – Nathalie                 |
| Gérard Depardieu   | – Bernard                  |
| Wladimir Yordanoff | – François                 |
| Judith Magre       | – La mère de Catherine     |
| Rodolphe Pauly     | – Le fils                  |
| Évelyne Dandry     | – La patronne du bar       |
| Ari Boulogne       | – L'homme d'un soir        |
| Aurore Auteuil     | – La patiente de Catherine |
| Idit Cebula        | – Ghislaine                |